# Terinos borneensis
Terinos borneensis är en fjärilsart som beskrevs av Brooks 1930. Terinos borneensis ingår i släktet Terinos och familjen praktfjärilar. Inga underarter finns listade i Catalogue of Life.